# Bologna Football Club 1992-1993
Questa voce raccoglie le informazioni riguardanti il Bologna Football Club nelle competizioni ufficiali della stagione 1992-1993.

## Stagione
Il Bologna si lancia nel campionato di Serie B 1992-1993 con il presidente Piero Gnudi, rimasto da solo al timone del club petroniano dopo il disimpegno del socio Vanderlingh. La panchina, dopo il deludente campionato 1991-1992, viene affidata ad Eugenio Bersellini. La rosa viene integrata da alcuni innesti forniti dal Foggia di Pasquale Casillo, che stringe una sorta di cooperazione con i rossoblù.
Il Bologna inizia la stagione con l'eliminazione immediata in Coppa Italia ad opera del Monza (1-0 dopo i tempi supplementari) e due 0-0 nei primi due turni di campionato. Alla terza giornata i petroniani conquistano la prima vittoria ai danni della Ternana, e subito dopo arrivano sconfitte contro l'Ascoli e la Reggiana. In seguito il Bologna colleziona una serie di risultati molto altalenanti: a una vittoria in casa del Padova segue una sconfitta casalinga contro la SPAL; arrivano poi successi di misura contro Pisa e Cesena. Nelle settimane successive arrivano sconfitte di misura contro Bari, Piacenza, Hellas Verona, Modena e Lecce. Seguono due vittorie ai danni del Taranto e del Cosenza e due pareggi contro Cremonese e Monza.
Il girone di ritorno si apre con sconfitte nelle partite con Venezia e Lucchese. Dopo la vittoria sulla Ternana, l'Ascoli batte i rossoblù per 5-0 al Dall'Ara. Bersellini viene esonerato e sostituito da Aldo Cerantola, mentre la società viene messa in mora e scampa a una prima istanza di fallimento, con l'esposizione bancaria che aumenta sempre più. Con Cerantola in panchina il Bologna ottiene cinque sconfitte e quattro pareggi. I rossoblù perderanno anche contro il Taranto ultimo in classifica. Cerantola viene sollevato dall'incarico passando alla storia come l'unico allenatore del Bologna a non avere mai ottenuto un successo, e al suo posto viene chiamato Romano Fogli, ex calciatore rossoblù e scudettato nel 1963-64. Il Bologna, che intanto esce indenne anche da una seconda istanza di fallimento, ottiene la vittoria contro il Modena, poi pareggia per 2-2 col Cosenza e viene sconfitto per 2-3 dal Lecce. Il Bologna retrocede nuovamente in Serie C1 dopo dieci anni. Inutile la vittoria in trasferta per 2-1 con il Monza del 13 giugno 1993. La classifica finale vede la squadra al diciottesimo posto con 30 punti.
Giuseppe Incocciati, con 10 gol, è il capocannoniere dei felsinei in questa stagione. Intanto la società scivola verso il fallimento economico che viene decretato sei giorni dopo la retrocessione in Serie C1: ad affondarla è stato un passivo di due miliardi di lire ed un'esposizione bancaria di quasi quaranta miliardi di lire. Mentre Incocciati, Gerolin, Baroni e Pazzagli intavolano una vertenza per svincolarsi dagli onerosi contratti triennali che li vincolavano al club petroniano, la curatela fallimentare si mette subito al lavoro per evitare che Bologna perda il calcio professionistico. L'asta fallimentare per acquistare la frazione in bonis della società rossoblu, comprendente diritti e titolo sportivo e scorporata dalla Finsport coinvolta nel fallimento, viene indetta a tempo di record. Il 29 giugno Giuseppe Gazzoni Frascara, alla testa di un gruppo di imprenditori locali comprendente anche nomi come Rocco di Torrepadula, Giudi e Galetti, ottiene la proprietà del club, che assume la denominazione Bologna Football Club 1909 e può iscriversi al campionato di Serie C1 1993-1994.

## Divise e sponsor
Lo sponsor è Sinudyne.
| Casa | Trasferta | 1ª portiere | 2ª portiere | 3ª portiere |

## Rosa
| N. |                       | Ruolo | Calciatore          |
| -- | --------------------- | ----- | ------------------- |
|    | Italia (bandiera)     | P     | Andrea Pazzagli     |
|    | Italia (bandiera)     | P     | Riccardo Cervellati |
|    | Italia (bandiera)     | P     | Marco Pilato        |
|    | Italia (bandiera)     | D     | Marco Baroni        |
|    | Italia (bandiera)     | D     | Giovanni Bucaro     |
|    | Italia (bandiera)     | D     | Mark Iuliano        |
|    | Italia (bandiera)     | D     | Paolo List          |
|    | Italia (bandiera)     | D     | Pasquale Padalino   |
|    | Italia (bandiera)     | D     | Lorenzo Palmieri    |
|    | Italia (bandiera)     | D     | Gianluca Pessotto   |
|    | Italia (bandiera)     | D     | Stefano Sottili     |
|    | Italia (bandiera)     | D     | Andrea Tarozzi      |
|    | Italia (bandiera)     | C     | Gabriele Albasini   |
|    | Italia (bandiera)     | C     | Giuseppe Anaclerio  |
|    | Italia (bandiera)     | C     | Fabio Bellotti      |
|    | San Marino (bandiera) | C     | Massimo Bonini      |

| N. |                     | Ruolo | Calciatore           |
| -- | ------------------- | ----- | -------------------- |
|    | Italia (bandiera)   | C     | Pier Maurizio Borghi |
|    | Italia (bandiera)   | C     | Stefano Casale       |
|    | Italia (bandiera)   | C     | Luca Evangelisti     |
|    | Italia (bandiera)   | C     | Manuel Gerolin       |
|    | Italia (bandiera)   | C     | Michele Nesi         |
|    | Italia (bandiera)   | C     | Alessandro Porro     |
|    | Italia (bandiera)   | C     | Stefano Sermenghi    |
|    | Italia (bandiera)   | C     | Paolo Stringara      |
|    | Italia (bandiera)   | C     | Carlo Troscè         |
|    | Italia (bandiera)   | C     | Giuseppe Campione    |
|    | Italia (bandiera)   | C     | Tarcisio Catanese    |
|    | Italia (bandiera)   | A     | Luca Barbieri        |
|    | Italia (bandiera)   | A     | Giuseppe Incocciati  |
|    | Svizzera (bandiera) | A     | Kubilay Türkyılmaz   |
|    | Italia (bandiera)   | A     | Danilo Neri          |

## Calciomercato

### Sessione autunnale
| Acquisti | Acquisti | Acquisti | Acquisti |
| R.       | Nome     | da       | Modalità |
| -------- | -------- | -------- | -------- |

| Cessioni | Cessioni          | Cessioni  | Cessioni   |
| R.       | Nome              | a         | Modalità   |
| -------- | ----------------- | --------- | ---------- |
| C        | Giuseppe Campione | Lodigiani | prestito   |
| C        | Tarcisio Catanese | Cosenza   | definitivo |

## Risultati

### Campionato

#### Girone di andata
| Bologna 6 settembre 1992 1ª giornata | Bologna                       | 0 – 0 | Venezia | Stadio Renato Dall'Ara\| Arbitro: \| Quartuccio (Torre Annunziata) \| |
| Arbitro:                             | Quartuccio (Torre Annunziata) |       |         |                                                                       |

| Lucca 13 settembre 1992 2ª giornata | Lucchese         | 0 – 0 | Bologna | Stadio Porta Elisa\| Arbitro: \| Cardona (Milano) \| |
| Arbitro:                            | Cardona (Milano) |       |         |                                                      |

| Arbitro: | Bolognino (Milano) |

|  |           |                    |
|  | Marcatori | 7’, 90’ Incocciati |

| Arbitro: | Nicchi (Arezzo) |

|  |           |                            |
|  | Marcatori | 12’ B. Carbone 32’ Benetti |

| Arbitro: | Luci (Firenze) |

|                                    |           |  |
| Scienza 16’, 88’ De Falco 89’, 90’ | Marcatori |  |

| Arbitro: | Dinelli (Lucca) |

|            |           |             |
| Troscè 45’ | Marcatori | 39’ Mazzoli |

| Arbitro: | Rosica (Roma) |

|                    |           |                                            |
| Galderisi 31’, 45’ | Marcatori | 21’, 70’, 82’ Troscè 63’ (rig.) Incocciati |

| Arbitro: | Bettin (Padova) |

|                |           |                    |
| Turkyilmaz 35’ | Marcatori | 56’ Soda 59’ Nappi |

| Arbitro: | Cesari (Genova) |

|  |           |                |
|  | Marcatori | 80’ Turkyilmaz |

| Arbitro: | Beschin (Legnago) |

|                      |           |  |
| Incocciati 3’ (rig.) | Marcatori |  |

| Arbitro: | Baldas (Trieste) |

|                      |           |  |
| Capocchiano 30’, 32’ | Marcatori |  |

| Arbitro: | Franceschini (Bari) |

|  |           |             |
|  | Marcatori | 20’ Piovani |

| Arbitro: | Conocchiari (Macerata) |

|                                  |           |  |
| Incocciati 27’, 89’ Pessotto 84’ | Marcatori |  |

| Arbitro: | Boggi (Salerno) |

|                  |           |  |
| Prytz 21’ (rig.) | Marcatori |  |

| Arbitro: | Ceccarini (Livorno) |

|                                 |           |                          |
| Incocciati 7’ Gualco 49’ (aut.) | Marcatori | 28’ Tentoni 75’ Castagna |

| Arbitro: | Brignoccoli (Ancona) |

|               |           |  |
| Provitali 39’ | Marcatori |  |

| Arbitro: | Cinciripini (Ascoli Piceno) |

|              |           |  |
| Bellotti 26’ | Marcatori |  |

| Arbitro: | Borriello (Mantova) |

|                                 |           |  |
| Rizzolo 13’ Olive 14’ Maini 80’ | Marcatori |  |

| Arbitro: | Pellegrino (Barcellona Pozzo di Gotto) |

|                |           |              |
| Turkyilmaz 20’ | Marcatori | 65’ Robbiati |

#### Girone di ritorno
| Arbitro: | Braschi (Prato) |

|             |           |  |
| Bonaldi 75’ | Marcatori |  |

| Arbitro: | Bolognino (Milano) |

|            |           |                                           |
| Casale 85’ | Marcatori | 45’ Rastelli 52’ (rig.) Paci 60’ Dolcetti |

| Arbitro: | Luci (Firenze) |

|                |           |  |
| Turkyilmaz 67’ | Marcatori |  |

| Arbitro: | Quartuccio (Torre Annunziata) |

|                                                          |           |  |
| Zanoncelli 18’ Cavaliere 44’, 56’ Zaini 73’ Bierhoff 82’ | Marcatori |  |

| Bologna 28 febbraio 1993 24ª giornata | Bologna          | 0 – 0 | Reggiana | Stadio Renato Dall'Ara\| Arbitro: \| Cardona (Milano) \| |
| Arbitro:                              | Cardona (Milano) |       |          |                                                          |

| Arbitro: | Fucci (Salerno) |

|            |           |                |
| Luceri 63’ | Marcatori | 50’ Turkyilmaz |

| Arbitro: | Braschi (Prato) |

|  |           |            |
|  | Marcatori | 34’ Longhi |

| Arbitro: | Pezzella (Frattamaggiore) |

|               |           |                |
| Dall'Igna 56’ | Marcatori | 83’ Incocciati |

| Arbitro: | Conocchiari (Macerata) |

|            |           |               |
| Troscè 77’ | Marcatori | 13’ Scarafoni |

| Arbitro: | Baldas (Trieste) |

|                  |           |  |
| Bucaro 2’ (aut.) | Marcatori |  |

| Arbitro: | Bettin (Padova) |

|                     |           |                      |
| List 43’ Troscè 55’ | Marcatori | 44’, 75’, 90’ Protti |

| Arbitro: | Fabricatore (Roma) |

|                                             |           |                 |
| De Vitis 12’ (rig.), 34’ (rig.) Piovani 36’ | Marcatori | 81’ Evangelisti |

| Arbitro: | Chiesa (Milano) |

|                               |           |                        |
| Soncin 36’ Muro 74’ Prete 90’ | Marcatori | 9’ Baroni 81’ Barbieri |

| Arbitro: | Brignoccoli (Ancona) |

|            |           |            |
| Bucaro 72’ | Marcatori | 37’ Lunini |

| Arbitro: | Trentalange (Torino) |

|                            |           |                       |
| Giandebiaggi 8’ Gualco 65’ | Marcatori | 30’ List 41’ Bellotti |

| Arbitro: | Racalbuto (Gallarate) |

|                  |           |              |
| Gerolin 36’, 78’ | Marcatori | 80’ Consonni |

| Arbitro: | Nicchi (Arezzo) |

|                             |           |                     |
| Negri 5’ Marulla 59’ (rig.) | Marcatori | 48’ List 54’ Baroni |

| Arbitro: | Amendolia (Messina) |

|                            |           |                                                    |
| Incocciati 45’ (rig.), 84’ | Marcatori | 26’ Orlandini 56’ (rig.) Scarchilli 90’ A. Morello |

| Arbitro: | Cinciripini (Ascoli Piceno) |

|               |           |                          |
| Artistico 48’ | Marcatori | 64’ Bellotti 80’ Iuliano |

## Coppa Italia
| Arbitro: | Bazzoli (Merano) |

|              |           |  |
| Delpiano 99’ | Marcatori |  |

### Videografia
- Bologna FC 100 anni di storia (4 DVD-Video), Corriere dello Sport, 2009.